# Elisabetta Fiorini-Mazzanti
Elisabetta Fiorini-Mazzanti (Terracina, 3 de junio de 1799 - Lindau, 23 de abril de 1879) fue una condesa, botánica, algóloga, brióloga, y escritora italiana.

## Biografía
La familia de la condesa Elizabetta Fiorini pertenecía a la nobleza romana. El salón de la casa era frecuentada por personalidades famosas e influyentes, entre ellos también los estudiosos y naturalistas como Charles Lucien Bonaparte (1803-1857) que apreciaban y estimuló su interés por la naturaleza.
Perdió prematuramente a su madre, su padre se hizo cargo de la formación de la única hija en la expectativa de futuro en espera de las tareas administrativas que podrían ser conferidos a una persona de su profesión. Recibió educación en historia, geografía, literatura y arte, además de latín, francés, inglés y alemán. En su más tierna infancia desarrolló interés por la botánica, poniéndose en contacto con colecciones de plantas, encontrándose con Giambattista Brocchi (1772-1826) su primer maestro. A través de él, se puso en contacto con otras luces de la época, tales como Giuseppe De Notaris (1805-1877), Vincenzo Cesati (1806-1883), Pietro Savi ( 1811-1871), Antonio Targioni Tozzetti (1785-1856), Philip Barker Webb (1793-1854), Louis René Tulasne (1815-1885), Augustin-de Pyrame Candolle (1778-1841) y Wilhelm Philipp Schimper (1808-1880). Inspirado por de Notaris en Génova, lanzó su 1831 su obra maestra  Muestra Bryologiae Romanae , la segunda edición aparece diez años más tarde.
Esa publicación fue muy efectiva para que el estudio de los musgos en Italia. Más tarde se volvió casi exclusivamente al estudio de las algas de agua dulce, de la que descubrió una nueva especie. Sin embargo, los musgos permanecieron, como en su trabajo posterior, publicado poco antes de su muerte "Flórula del Colosseo". Incluso un pequeño tratado de 1874 ilustra eso, donde describe un nuevo musgo Hypnum formianum, de la provincia de Nápoles. Ella siempre estaba ansiosa por aumentar su herbario de musgos, con el aoprte de varios coleccionistas del extranjero, recibiendo envíos aún en su cama de hospital, con el último regalo de un amigo de Alemania, que consistía en un musgo de Mauricio y Ceilán.
En 1829, se casó con Luca Mazzanti, un abogado. En 1842, pierde a su marido, su padre y su única hija, pero encontró en Contessa Enriqueta Fiorini, su sobrina del difunto botánico Ernesto Mauri (1791-1836), que adoptó como hija y educó. Quedó postrada durante la enfermedad de sus últimos años. La condesa vivía habitualmente en Roma, y solo durante los meses de verano iba a su ciudad natal Terracina. Todavía en 1874, visitó el Congreso botánico en Florencia, donde, aunque muy afectada por el viaje, tuvo citas personales con algunos botánicos extranjeros, sobre todo alemanes.

## Obra

### Algunas publicaciones
- Notizie sopra poche piante da aggiungersi al Prodromo della Fiera Romana. Qiorn. Arcadico. Roma 1823

- Appendice al Prodromo della Flora Romana, 24 pp. Pisa. 1828

- Specimen Bryologiae Romanae. Roma 1831, 1841

- Sopra una nuova diatomea. Atti dell' Acc. dei Nuovi Lincei. 1856

- Sopra due nuove alghe delle acque albule. Roma 1857

- Sulla identità del Nostoc con il Collema. Roma 1857

- Sunto di un rapporto del ch. sig. Montagne alla soc. imp. cent, di Agricoltura. Atti Acc. dei n. Lincei, 1858

- De novis mycrophyceis. Atti Acc. dei n. Lincei, 1860.

- Rettificazione di una nuova diatomea. Atti Acc. dei n. Lincei, 1861

- Oscillarina, delle miniere di Corneto. Commentario della Soc. critt. it. N. 3. Genua, 1862

- Microfìce osservate nelle acque minerali di Terracina. Atti Acc. dei n. Lincei, 1863

- Osservazione sulla materia colorante della Calotrix, janthiphora e diagnosi di una nuova microfìcea. Atti Acc. dei n. Lincei, 1864

- Sopra una nuova specie di almodictyon e aopra un singolare organiamo di alga unicellulare. Atti Acc. dei n. Lincei, 1865

- Continuazione e fine delle Microficee delle acque minerali di Terracina. Atti Acc. dei n. Lincei, 1867

- Sulla Cladophora viandrina del Kùtzing. Atti Acc. dei n. Lincei, 1868

- Cenno sulla vegetazione della caduta delle Marmore in una rápida escursione di luglio. Atti Acc. dei n. Lincei, 1869

- Nota critica sull anormalità di un organismo crittogamico. Atti Acc. dei n. Lincei, 1871

- Sunto dell' opuaculo sulle ricerche anatomiche e fisioliche dei funghì dell' Ab. J. B. Carnoy. Atti Acc.dei n. Lincei, 1872

- Sopra due nuove specie crittogamiche. Atti Acc. dei n. Lìncei, 1874

- Fiorala del Colosseo. Atti Acc. dei n. Lincei, An. 1875–76—77—78

## Honores

### Algunas membresías
De varias sociedades científicas
- Real Academia de Ciencias de Turín
- Academia de Horticultura en Bruselas
- Academia Agrícola en Pesaro
- Tiberina Academia de Roma
- Academia económico-agraria Georgofili Florencia
- Academia Pontificia
- Leopoldina

### Eponimia
Género de musgos
- Mazzantia Mont.

Género fanerógama
- (Poaceae) Fiorinia Parl.[2]
- La abreviatura «Fior.-Mazz.» se emplea para indicar a Elisabetta Fiorini-Mazzanti como autoridad en la descripción y clasificación científica de los vegetales.[3]